# Njoum Ellil
Njoum Ellil (arabe : نجوم الليل), littéralement Les Étoiles de la nuit, est une série télévisée tunisienne diffusée sur Hannibal TV durant les ramadans 2009 à 2011 et 2013.

## Synopsis
La série dépeint une guerre entre deux classes sociales complètement différentes : la bourgeoisie, qui est impliquée dans des actes illégaux comme le trafic de stupéfiants et la fraude, entre en conflit avec la seconde classe, les pauvres, qui défend à tout prix ses principes tels que l'honneur, l'honnêteté et la solidarité,,,

## Acteurs
- Hichem Rostom
- Moncef Lazaâr
- Moez Gdiri
- Dalila Meftahi
- Marwane Ariane
- Fatma Zahra Maater
- Lotfi Abdelli
- Mohamed Ali Ben Jemaa
- Mohamed Ali Nahdi
- Mahmoud Larnaout
- Ali Bennour
- Samia Rhaiem
- Manel Abdelkoui
- Atef Ben Hassine[5],[3],[6]

## Staff technique
- Direction : Madih Belaïd
- Idée et photographie : Mahdi Nasra
- Production exécutive : Mehdi Nasra
- Scénario et dialogue : Samia Amami
- Production : AVIP (Audiovisuel International Production)